# Bendiokarb

strukturní vzorec Bendiokarbu

Bendiokarb (systematický název (2,2-dimethyl-1,3-benzodioxol-4-yl)N-methylkarbamát) je organická sloučenina ze třídy karbamátů používaná jako insekticid. Účinně hubí širokou škálu obtížného hmyzu a hmyzích přenašečů nemocí, je však toxický.
Prodej veškerých výrobků obsahujících bendiokarb byl v USA nedávnokdy? ukončen; výrobci je raději dobrovolně stáhli z trhu, než by nechali zpracovat další studie požadované EPA. V jiných zemích se bendiokarb stále používá v domácnostech, na průmyslových rostlinách a v potravinářských skladech proti štěnicím, komárům, mouchám, vosám, mravencům, blechám, švábům, rybenkám a klíšťatům; lze ho ale kromě široké škály hmyzu používat i proti plžům a mlžům. Je jedním z 12 insekticidů doporučovaných WHO pro boj proti malárii.
Bendiokarb není považován za karcinogenní, je však akutně toxický. Podobně jako jiné karbamáty reverzibilně inhibuje acetylcholinesterázu, enzym potřebný pro správné řízení přenosu nervových vzruchů. Bendiokarb se váže na tento enzym, což vede k akumulaci acetylcholinu a tím ke špatné funkci přenosu na nervosvalových ploténkách.
Bendiokarb byl objeven v roce 1971 a na trh ho jako první uvedla firma Fisons. Nyní je v prodeji ve výrobcích mnoha značek, například Ficam, Dycarb, Garvox, Turcam, Niomil, Seedox, nebo Tattoo.
Bendiokarb je vysoce toxický pro ptáky a ryby. Savci ho obecně rychle vylučují, v jejich těle se neakumuluje.